# Konstruktivisme (læringsteori)
 For alternative betydninger, se Konstruktivisme. (Se også artikler, som begynder med Konstruktivisme)
Konstruktivisme er et filosofisk synspunkt om karakteren af viden. Specifikt repræsenterer det et ontologisk standpunkt.
Der er mange varianter af konstruktivisme, men en fremtrædende teoretiker kendt for sine konstruktivistiske synspunkter er Jean Piaget, der fokuserede på, hvordan mennesker danner en mening i relation til samspillet mellem deres erfaringer og deres ideer. Han anså sig selv for at være en genetisk epistemologist, hvilket betyder, at han var interesseret i skabelsen af viden. Hans synspunkter havde en tendens til at fokusere på menneskelig udvikling i forhold til hvad der sker med individet, hvilket adskiller sig fra en udvikling der påvirkes af andre personer.
Synspunkter med mere fokus på menneskelig udvikling i forbindelse med den sociale verden, omfatter det sociokulturelle eller socio-historisk perspektiv som Lev Vygotsky stod for, og de situationsbestemte kognitionsperspektiver som kom fra Mikhail Bakhtin, Jean Lave og Etienne Wenger; Brown, Collins og Duguid; Newman, Griffin og Cole, og Barbara Rogoff.
Begrebet konstruktivisme har påvirket en række af fag, herunder psykologi, sociologi, uddannelse og historie. I sin vorden, undersøgte konstruktivisme samspillet mellem menneskelige erfaringer og deres reflekser eller adfærd-mønstre. Jean Piaget kaldte disse systemer af viden ordninger.
Ordningerne er ikke at forveksle med skema, et begreb, der stammer fra skemateori, som er fra information-processing perspektiver på den menneskelige kognition. Der henviser til, at Piagets ordninger er indholdsfri, schemata (flertalsformen af skema) er begreber; eksempelvis har de fleste mennesker et skema for "mormor", "ægget", eller "magnet".
Konstruktivisme henvise ikke til et bestemt pædagogik, selv om det ofte forveksles med konstruktionisme, en pædagogisk teori , der er udviklet af Seymour Papert, der er inspireret af Piagets ideer om konstruktivistisk og erfaringsbaseret læring.[kilde mangler]
Piagets teori om konstruktivistisk læring har haft bred indflydelse på læringsteorier og pædagogiske metoder i undervisningen, og er et underliggende tema i uddannelsesreformernes bevægelser.[kilde mangler] Forskningsstøtte til konstruktivistisk undervisningsteknikker har været blandet med noget forskning til støtte for disse teknikker og anden forskning, der modsiger disse resultater.[kilde mangler]